# Polisens grader i Luxemburg
Polisens grader i Luxemburg visar den hierarkiska ordningen inom Police grand-ducale, polisen i Luxemburg

## Personalstruktur
Polispersonalen tillhör tre olika karriärvägar: polischefer, polisinspektörer och polisassistenter.

## Polischefer
För anställning som polischefsaspirant krävs akademisk examen på avancerad nivå.
- Directeur général de la Police,
- Directeurs généraux adjoints de la Police,
- Premier commissaire divisionnaire
- Commissaire divisionnaire
- Commissaire divisionnaire adjoint
- Premier commissaire principale
- Commissaire principale

Källa: 

## Kommissarier och inspektörer
För anställning som polisinspektörsaspirant krävs motsvarande yrkesprogram på gymnasiet.
- Commissaire en chef,
- Commissaire
- Inspecteur-chef
- Premier inspecteur
- Inspecteur
- Inspecteur adjoint

Källa: 

## Polisassistenter
För anställning som polisaspirant krävs 36 månaders anställning i Luxemburgs försvarsmakt.
- Brigadier-chef
- Brigadier principale
- Premiere brigadier
- Brigadier

Källa: 